# Franciszek Smurąg
Franciszek Smurąg (ur. 1 grudnia 1895 w Kielcach, zm. 14 czerwca 1940 tamże) – żołnierz Legionów Polskich i funkcjonariusz Policji Państwowej. Uczestnik I wojny światowej, kawaler Orderu Virtuti Militari.

## Życiorys
Urodził się w rodzinie Piotra i Małgorzaty z d. Owczarek. Absolwent szkoły powszechnej i kursów urzędniczych. Pracował w Sądzie Okręgowym w Kielcach. Działał w Związku Strzeleckim. Od 16 sierpnia 1914 w Legionach Polskich, żołnierz 6 kompanii w 3 pułku piechoty Legionów Polskich, a od 15 grudnia kolejno w 9 i 3 kompanii w 2 pułku piechoty Legionów Polskich z którym walczył podczas I wojny światowej.
„Szczególnie odznaczył się 3 sierpnia 1916 pod Sitowiczami nad Stochodem, gdzie na wysuniętym posterunku obserwacyjnym informował o kierunku i zasięgu ognia nieprzyjacielskiego, umożliwiając sprawne przeprowadzenie kontrataku oddziałów polskich. Podczas boju został ranny”. Za tę postawę został odznaczony Orderem Virtuti Militari.
Po kryzysie przysięgowym 1917 internowany w obozie żołnierskim w Szczypiornie. Zwolniony z wojska w listopadzie 1918. Pracował następnie w Policji Państwowej i w Kasie Chorych. Zmarł w wyniku choroby w Kielcach i tam też został pochowany.
Był żonaty, miał córkę Olimpię (ur. 1919).

## Ordery i odznaczenia
- Krzyż Srebrny Orderu Wojskowego Virtuti Militari nr 7330[2][3]
- Krzyż Niepodległości – 2 sierpnia 1931 „za pracę w dziele odzyskania niepodległości”[4][2]
- Krzyż Walecznych[2]